# ワクモ
ワクモ（鶏蜱、学名：Dermanyssus gallinae）とは、家禽や鳥類の外部寄生虫 (ectoparasite) であり、Red miteとしても知られている。ワクモは夜間に休息している鳥類を吸血する。吸血後、日中は地面の裂け目や亀裂などに潜伏し、交尾や産卵を行う。非吸血時には集合フェロモンの働きにより数万匹からなる集塊を形成する。最適な環境下ではその生活環は7日で完成し、生息数は爆発的に増加することができ、影響下にある家禽の群に貧血、衰弱、産卵低下や失血死を引き起こす。また、ワクモによる病原菌の媒介も報告されている。
ワクモは空っぽの鶏舎に10ヶ月間生存することができ、鶏舎の完全な清浄化は重要である。ワクモの潜伏場所が無いような鶏舎の設計は同様に重要である。化学的制御を行う場合は抵抗性を有する個体の出現を避けるようなローテーションが必要である。化学的制御には有機リン剤、カーバーメート剤、ピレスロイド剤などが使用される。
木材へのクレオソート処理はワクモの殺滅と忌避に効果があるが、鶏卵の汚染に注意を払う必要がある。
ワクモはヒトを含む哺乳類のいくつかの種を吸血するが、繁殖には鳥類の宿主が必要である。